# Pardosa delicatula
Pardosa delicatula är en spindelart som beskrevs av Willis J. Gertsch och Wallace 1935. Pardosa delicatula ingår i släktet Pardosa och familjen vargspindlar. Inga underarter finns listade i Catalogue of Life.